# Dicranophragma (Dicranophragma) kamengense
Dicranophragma (Dicranophragma) kamengense is een tweevleugelige uit de familie steltmuggen (Limoniidae). De soort komt voor in het Oriëntaals gebied.